# ヘルダーの不等式
解析学におけるヘルダーの不等式（ヘルダーのふとうしき、英: Hölder's inequality）とは、数列や可測関数の間に成り立つ最も基本的な不等式の一つであり、測度空間上のLp空間の構造の解析などにしばしば用いられる。オットー・ヘルダーに因んでこの名前が付いている。
歴史的には1888年にレオナルド・J・ロジャーズによって発見された。さらにその翌年に、ロジャースに触発されたヘルダーによって、イェンセンの不等式の紹介と凸関数と凹関数の発展に関する書籍内で別の証明がもたらされた。

## 積分形のヘルダーの不等式
(Ω, μ) を測度空間とし、1 ≤ p ≤ ∞, 1 ≤ q ≤ ∞ を 1/p + 1/q = 1 なる実数とする。（p = 1 のとき q = ∞ とする。）Ω 上の可測関数 f, g について、
{\displaystyle \|fg\|_{L^{1}(\Omega ,\mu )}\leq \|f\|_{L^{p}(\Omega ,\mu )}\|g\|_{L^{q}(\Omega ,\mu )}.}
が成り立つ。これは、左辺が無限大になる場合も込めて成立する不等式であり、特に f が Lp級、g が Lq級関数のときに fg は L1級関数になることを主張している。このような p と q の関係は共役指数と呼ばれる。p = q = 2 の場合のこの不等式はコーシー・シュワルツの不等式と呼ばれる。
この形でのヘルダーの不等式は積に対するヤングの不等式から以下のようにして導くことができる：f, g をノルム 1 のそれぞれLp関数、Lq関数とし、p と q を互いに共役な指数とする。ヤングの不等式によって
{\displaystyle |fg(x)|\leq {\frac {|f(x)|^{p}}{p}}+{\frac {|g(x)|^{q}}{q}}}
が成り立っており、x に関する積分によって
{\displaystyle \|fg\|_{1}\leq {\frac {\|f\|_{p}^{p}}{p}}+{\frac {\|g\|_{q}^{q}}{q}}=1=\|f\|_{p}\|g\|_{q}}
が得られる。一般の関数に対するヘルダーの不等式は、2つの関数を定数倍する操作に対して両辺の項が同じ応答を示すことから、上の場合に帰着できる。

## ヘルダーの不等式の特別な形
測度空間 (Ω, μ) が可算集合とその上の数え上げ測度によって与えられるとき、Ω 上の可測関数とは Ω の元によって添字づけられた数列のことになり、Lpノルムは 数列の lpノルムのことになる。1 ≤ p ≤ ∞, 1 ≤ q ≤ ∞ を共役指数の対、Ω = N とするとヘルダーの不等式は
{\displaystyle \textstyle \sum \limits _{k=1}^{\infty }|a_{k}b_{k}|\leq \left(\sum \limits _{k=1}^{\infty }|a_{k}|^{p}\right)^{1/p}\left(\sum \limits _{k=1}^{\infty }|b_{k}|^{q}\right)^{1/q}}
の形に表される。また 0 < p < 1 のときは、逆向きの不等式が成り立つ。
また、bk = 1 とすれば、
{\displaystyle \textstyle \left(\sum \limits _{k=1}^{n}|a_{k}|\right)^{p}\leq n^{p-1}\sum \limits _{k=1}^{n}|{a_{k}}|^{p}}
を得ることができる。例えば n = 2 のときは、正の実数 a, b に対して
{\displaystyle (a+b)^{p}\leq 2^{p-1}(a^{p}+b^{p})}
となる。またこれらは 0 < p < 1 のときには同様に逆向きの不等式が成り立つ。
{\displaystyle \textstyle \sum \limits _{i=1}^{n}{\dfrac {1}{p_{i}}}=1} のとき、
{\displaystyle \textstyle \sum \limits _{k=1}^{\infty }\left|\prod \limits _{i=1}^{n}a_{ki}\right|\leq \prod \limits _{i=1}^{n}\left(\sum \limits _{k=1}^{\infty }|a_{ki}|^{p_{i}}\right)^{1/{p_{i}}}}
が成り立つ。ただし、各 pi は正とする。
確率空間 (Ω, Σ, μ) 上の期待値を与える作用素を E とすると、確率変数 X, Y についてのヘルダーの不等式は
{\displaystyle E|XY|\leq (E|X|^{p})^{\frac {1}{p}}(E|Y|^{p})^{\frac {1}{p}}}
となる。この特別な場合として、0 < r < s なる数について
{\displaystyle E|X|^{r}\leq (E|X|^{s})^{\frac {r}{s}}}
が成り立つ。これは p = s/r と確率変数 |X|r と 1Ω について上の式を適用することによって得られる。

### 一般化
0 < p1, …, pn ≤ ∞, 0 < p < ∞ で 1/p = 1/p1 + … + 1/pn とし、1 ≤ k ≤ n に対して fk が Lpk に属しているとする。このとき f1, …, fn までの積は Lp に属し、
{\displaystyle \left\|\textstyle \prod \limits _{k=1}^{n}f_{k}\right\|_{L^{p}}\leq \textstyle \prod \limits _{k=1}^{n}\|f_{k}\|_{L^{p_{k}}}}
が成り立つ。

### 例
fα, f1−α に対して、一般化されたヘルダーの不等式を適用することにより次を得る。
1 ≤ p ≤ q ≤ ∞ で、f が Lp かつ Lq に属しているとすると、任意の p ≤ r ≤ q に対して f は Lr に属し、1/r = α/p + 1 − α/q なる 0 ≤ α ≤ 1 に対して
{\displaystyle \|f\|_{L^{r}}\leq \|f\|_{L^{p}}^{\alpha }\|f\|_{L^{q}}^{1-\alpha }}
が成り立つ。